# Davit Kacharava
Davit Kacharava (in georgiano დავით კაჭარავა?; in russo Давид Качарава?, Davit Kačarava; Tbilisi, 16 gennaio 1985) è un rugbista a 15 georgiano, che milita dal 2013 come tre quarti centro nel club russo Enisej-STM.
Con 119 presenze a tutta la Coppa del Mondo 2019 è il giocatore del suo Paese con il maggior numero di apparizioni internazionali.

## Biografia
Cresciuto nel Kochebi di Bolnisi, debuttò a livello internazionale per la Georgia nell'aprile 2006 contro l'Ucraina nel campionato europeo, competizione da lui vinta più volte.
Nel 2008 iniziò la sua carriera all'estero con un primo periodo in Russia all'Enisej-STM, con cui si piazzò al terzo posto; successivamente migrò in Francia dapprima al Nizza per un triennio, poi al Rodez.
Nel 2013 tornò in Russia all'Enisej-STM non avendo possibilità di trovare ingaggio in seconda divisione francese.
In nazionale, oltre ad avere partecipato a tutti i campionati europei dall'edizione 2004-06, è stato presente in quattro edizioni della Coppa del Mondo, la più recente nel 2019; a tale data ha collezionato 119 presenze con la Georgia che ne fanno il giocatore del suo Paese con più partite in nazionale.

## Palmarès
- Campionati russi: 5
Enisej: 2014, 2016, 2017, 2018, 2019